# 銀河系滑雪區
銀河系滑雪區（義大利語：Via Lattea），意大利最大滑雪區，位於都靈以西約70 km（43 mi）的意法邊界處，包含皮埃蒙特大区內5個滑雪度假村，包括克拉维耶雷（海拔1760米）、圣西卡里奧（海拔1700米）、索兹杜尔克斯（海拔1509米）、普拉杰拉托（海拔1524米）和塞斯特列雷（海拔2035米），以及位於法國的蒙热内夫尔（海拔1860米），雪道總長超過400 km（250 mi）。銀河系滑雪區是2006年冬季奥林匹克运动会高山滑雪的舉辦場地。

## 外部連結
- Official Via Lattea site (English) （页面存档备份，存于）
- Official Montgenèvre site (English) （页面存档备份，存于）